# Zhu Mingye
Dans ce nom chinois, le nom de famille, Zhu, précède le nom personnel Mingye.
Zhu Mingye (en Mandarin : 朱明叶), née le 14 janvier 1992, est une escrimeuse chinoise pratiquant l'épée. Elle est championne d'Asie et vice-championne du monde par équipes en 2017.

## Palmarès
- Championnats du monde d'escrime
  -  Médaille d'or par équipes aux championnats du monde d'escrime 2019 à Budapest
  -  Médaille d'argent par équipes aux championnats du monde d'escrime 2017 à Leipzig
  -  Médaille de bronze par équipes aux championnats du monde d'escrime 2018 à Wuxi

- Championnats d'Asie d'escrime
  -  Médaille d'or aux championnats d'Asie d'escrime 2019 à Tokyo
  -  Médaille d'or par équipes aux championnats d'Asie d'escrime 2018 à Bangkok
  -  Médaille d'or par équipes aux championnats d'Asie d'escrime 2017 à Hong Kong
  -  Médaille de bronze aux championnats d'Asie d'escrime 2017 à Hong Kong

## Classement en fin de saison
| Année | 2015 | 2016 | 2017 | 2018 | 2019 |
| ----- | ---- | ---- | ---- | ---- | ---- |
| Rang  | 501  | NC   | 28   | 15   | 11   |